# Якстерь тяштеня
«Якстерь тяштеня» (з мокшанської  — «Червона зірочка») — журнал для дітей дошкільного та молодшого шкільного віку мокшанською мовою. Заснований у 1932 році.
Видавався до Другої світової війни під назвою «Якстерь галстук» (з мокшанської  — «Червона краватка»), журнал був відроджений за рішенням ЦК КПРС у січні 1988 року. Видання публікує вірші, оповідання, пізнавальні та розважальні матеріали, у тому числі твори читачів — дітей. Основним завданням журналу є виховання любові до мокшанської культури і мови. В останні роки скоротилася передплата за межами Мордовії, і журнал був змушений відмовитися від включення у всеросійські каталоги преси через занадто високі ціни на розміщення та доставку, за передплатою він доступний лише в Мордовії.
Адреса: 430000, м. Саранськ, вул. Радянська, 55. Передплатний індекс 73934.